# Indie rock
El indie rock (inglés: [ˈɪndi rɒk]) es un subgénero del rock alternativo, se originó en el Reino Unido, Estados Unidos y Nueva Zelanda en la década de 1980. De gran diversidad, presenta variados subgéneros que incluyen al lo-fi, slowcore y entre otros.
El término fue originalmente utilizado para describir sellos discográficos, pero con el tiempo se comenzó a asociar con la música que ellas producían. Luego, como las bandas de rock alternativo y post-punk británicas, irrumpieron en el mercado musical de la década de 1980, pasó a ser utilizado como identificador de dichos grupos que, aunque también pertenecen de forma general al rock alternativo, no tomaron la ruta ni las estéticas impuestas por estos movimientos y que hicieron a estos populares. En la década de 2000 en tanto, como resultado de los cambios en la industria de la música y la creciente importancia de Internet, una serie de grupos de rock indie comenzaron a disfrutar de éxito comercial, dando lugar a preguntas acerca de su significado como término, pasando a ser referido como un género propiamente tal (según estadísticas).

## Definición de «indie»
El término indie es usado para referirse a un sonido nuevo presentado por un músico. Es un estilo musical del cual se desprenden el indie rock, indie pop, indietrónica, indie folk. “Indie” viene del término “Independiente”, siendo así interpretado por generaciones como una actitud que adoptaron músicos al independizarse de las grandes compañías discográficas para crear música a través de sus propios medios.
Pretendiendo así apoyar e incentivar a todos aquellos que se dediquen a reproducir sus creaciones en pequeños lugares.
También el indie rock y sus derivados promueven el "hazlo tú mismo", "Do It Yourself" (DIY). Las influencias y estilos de los artistas han sido muy diversos, entre ellos punk, el rock psicodélico, y el rock. Los términos rock alternativo y el indie rock se utilizan indistintamente en la década de 1980, pero después de muchas bandas de música alternativa desde Nirvana en la corriente principal en la década de 1990 comenzó a utilizarse para distinguir esas bandas, que trabajan en una variedad de estilos, que no persiguen o alcanzan el éxito comercial.
Allmusic identifica indie rock que incluye una serie de estilos que son: "demasiado sensible y melancólica, muy suave y delicada, demasiado soñadora, hasta cierto punto pop; y muy personal e íntimo que revela en sus letras, también de baja fidelidad y de bajo presupuesto en su producción; demasiado simple en sus melodías y riffs, demasiado cruda, skronky y abrasivos, envuelto en hojas de bandas como Sonic Youth / Dinosaur Jr. / Pixies y The Jesus and Mary Chain estilo flojo de las guitarras, muy oblicua y fractura en las estructuras de sus canciones, también influyó por estilos musicales experimentales o impopulares lo contrario. " Unidos por un espíritu más que una propuesta musical, el movimiento de rock/pop indie que abarca una amplia gama de estilos, de bordes duros, grunge con influencia a bandas como The Cranberries y Superchunk, a través de las bandas experimentales como Pavement, cantantes populares de punk como Ani DiFranco. Muchos países han desarrollado una extensa escena indie, floreciendo con la popularidad suficiente como para sobrevivir en el interior del país respectivo, pero prácticamente desconocidos fuera de ellas.
Se ha observado que el indie rock tiene una proporción relativamente alta de mujeres artistas en comparación con otros géneros del rock, una tendencia ejemplificada por la corriente de punk-rock feminista Riot grrrl encabezada por bandas como Bikini Kill, Bratmobile, 7 Year Bitch, Team Dresch, Huggy Bear, Hole, y Babes in Toyland.

## El movimiento indie y la tecnología
La tecnología de Internet permite a muchos artistas introducir su música a una enorme audiencia potencial a un bajo costo sin estar necesariamente relacionados con una discográfica. El diseño de software que soporta música digital alentó la creación de nueva música. Las páginas con amplias librerías de canciones son las más exitosas. Alrededor de estas se crearon muchas oportunidades para las bandas independientes. Los derechos por servicios digitales validarían una importante fuente de ingresos. 
Más aún, plataformas de streaming como Spotify han demostrado ser vías válidas para que los artistas independientes obtengan ingresos respetables gracias a los derechos derivados de las reproducciones de su música. Si un artista todavía tiene que pagar para grabar, fabricar y promover su álbum; este formato digital permite no agregar costos a un artista independiente para distribuir su música en línea. Los servicios digitales ofrecen la oportunidad de exposición a nuevos adeptos y la posibilidad de incrementar ventas a través de los revendedores minoristas en línea. Los artistas pueden también poner a disposición nueva música más frecuentemente y rápidamente si esta está disponible en línea. Adicionalmente, los artistas tendrían la opción de lanzar ediciones limitadas, reediciones, o material en vivo que sería muy caro producir por los medios tradicionales.
Rock Indie en Latinoamérica.
Dos decenas de países son parte de esta región étnico-geográfica del continente americano conocida por su vasta diversidad gastronómica, biológica, cultural y más.América Latina destaca por un sinfín de conceptos que sería casi imposible enlistarlos en su totalidad, sin embargo, en esta ocasión queremos reconocer a la música y los exponentes que se mantienen constantes en esta escena tan cambiante.
Bandas y artistas como Loiis, Pahua, Maye, Soona, Benjamin Walker, Autobus, Vanessa Zamora, Instituto Mexicano del Sonido, Matavenados, Xato, Enjambre, Camilo Septimo, Señor Kino, Los blenders, Salvador y El Unicornio y más encontrarás en esta lista de reproducción en la que sobresalen géneros como el rock, dream pop, folclore, experimental y más. 
Este subgénero, el cual se originó en el Reino Unido y Estados Unidos en los años ochenta, comenzó como una actitud que adoptaron diversos músicos al independizarse de compañías discográficas para crear música a través de sus propios medios. Y ahora, cada vez existen más bandas mexicanas inspiradas por este género que desean destacar en el mundo de la música por su talento y por sus innovadoras melodías.

## Subgéneros
El siguiente listado muestra algunos ejemplos de los subgéneros del indie rock y bandas representativas de los géneros, esto no implica en que sean también del género, sino que en muchos casos, son los que dieron origen como se explica anteriormente:
- Chamber pop:[5] The Decemberists, Lana Del Rey, Andrew Bird, Belle & Sebastian, Vampire Weekend, Arcade Fire, Fiona Apple, Tori Amos.
- Dance-punk:[6] The Rapture, Death from Above 1979, Liars, LCD Soundsystem, Franz Ferdinand, !!!, Shitdisco, Datarock, Hot Chip, Wave Machines., Last Dinosaurs
- Dream pop:[7] Cocteau Twins, Spiritualized, The Whitest Boy Alive, Yo La Tengo, Silversun Pickups, Beach House, Sigur Rós, No Man, Hooverphonic, Broken Social Scene, Homegirl.
- Dunedin Sound:[8] Superette, Garageland, The Bats, The 3Ds, Straitjacket Fits, The Chills, The Clean, The Verlaines
- Indie pop:[9] Enon, The Hush Sound, Velocity Girl, Joywave.
- Garage rock:[10] The Growlers, Count Five, MC5, Iggy Pop, The Stooges, The Strokes, The Miracle Workers, The Monks, The Sonics, The Kingsmen, The Trashmen, Question Mark & the Mysterians, The Cramps, Paul Revere & The Raiders, Guitar Wolf, Foxboro Hot Tubs, The Datsuns, The White Stripes, Eagles of Death Metal, Cage the Elephant, Juliette and the Licks, The Apples in Stereo, Best Coast.
- Madchester:[11] The Stone Roses, Happy Mondays, Inspiral Carpets, The Charlatans, A Guy Called Gerald.
- Math rock:[12] Foals, Don Caballero, Vicente Gayo, Minus the Bear, 1.6 Band, For Dummies, Bellini, Creedle, Braid, Battles, Inlantic, Shellac, The Jesus Lizard, Slint, Surrogat.
- Indie folk:[13] Beirut, CocoRosie, Fleet Foxes, Kings of Convenience, Neutral Milk Hotel, The Decemberists, Devendra Banhart, Elliot Smith, Bon Iver, Of Monsters and Men.
- Neo-psicodelia:[14] Tame Impala, The Flaming Lips, Spacemen 3, Neutral Milk Hotel, Pond, MGMT
- No wave:[15] Glenn Branca, Lydia Lunch, Rhys Chatham, Jad Fair, DNA, James Chance.
- Noise rock:[16] Sonic Youth, Butthole Surfers, Big Black, The Jesus and Mary Chain, Fugazi, Melt-Banana, Lightning Bolt, Half Japanese, Health, Foot Village, Action Beat, Wavves, Dinosaur Jr.
- Post-punk:[17] The Cure, Siouxsie And The Banshees, Violent Femmes, Joy Division, The Bolshoi, Public Image Ltd, Cabaret Voltaire, The Psychedelic Furs, The Fall, Gang of Four, Magazine, The Lords of the New Church.
- Post-punk revival:[18] Interpol, The Walkmen, Bloc Party, Franz Ferdinand, The Hives, The Libertines, The Vines, The Killers, Arctic Monkeys, The Cribs, The Bravery, She Wants Revenge, Shiny Toy Guns, Stellastarr, The Futureheads, Editors, Elefant.
- Post-rock:[19] Bowery Electric, Sigur Rós, A Silver Mt. Zion, Do Make Say Think, Mogwai, Tortoise, Talk Talk, Stereolab, Efterklang, Fly Pan Am, Godspeed You! Black Emperor, Explosions in the Sky, M83 y Múm.
- Sadcore o (Slowcore):[20] Copeland, Pedro the Lion, Galaxie 500, Bowery Electric, Bill Callahan, Low, Cat Power, Bedhead, Lana Del Rey
- Shoegazing:[21] My Bloody Valentine, Slowdive, Lush, The Verve, Alcest, Deerhunter, Medicine, School of Seven Bells.
- Twee pop:[22] Camera Obscura, The Flaming Lips, Belle & Sebastian, The Radio Dept., Architecture in Helsinki, Tullycraft, Girls in Hawaii.